# La Main (film, 1965)
Pour les articles homonymes, voir La Main (homonymie).
La Main (Ruka) est un court métrage d'animation tchécoslovaque réalisé par Jiří Trnka, sorti en 1965.

## Synopsis
Un artisan céramiste tranquillement installé chez lui soigne sa plante verte. Il est alors tourmenté par une main gantée tyrannique qui, tel un petit soldat, exige une statue à son effigie.

## Fiche technique
- Titre : La Main
- Titre original : Ruka
- Réalisation : Jiří Trnka
- Scénario : Jiří Trnka
- Musique : Václav Trojan
- Production :
- Pays d'origine : Tchécoslovaquie
- Technique : marionnettes
- Genre : film d'animation
- Couleur :
- Sans dialogues
- Durée : 19 minutes
- Date de sortie : 1965

## Commentaire
Une réflexion caustique, émouvante et drôle sur la paralysie de l'inspiration, les rapports douloureux entre l'artiste et son œuvre, ou encore la liberté humaine bafouée.
Certains ont pu voir dans ce film une sorte de testament spirituel : le potier (on se rappelle que Trnka lui-même était sculpteur) est contraint de réaliser avant de mourir une énorme main, symbole du pouvoir. De fait, La Main sera le dernier film du réalisateur.
D'autres critiques (Michel Defoy par exemple) y voient plutôt une réflexion sur l'art et la politique. On peut en effet comprendre cette main comme une tentative d'emprise totalitaire, et Edgar Dutka n'a aucun doute là-dessus : La Main serait une critique virulente du culte de la personnalité à la manière de Staline et ce film aurait contribué à sa façon à l'émergence du printemps de Prague.

## Autour du film
De fait le film fut interdit en Tchécoslovaquie quatre mois après la mort de l'artiste, et selon Edgar Dutka, toutes les copies furent confisquées par la police secrète et enfermées dans un coffre. Selon Pierre Tillieux (1981), en janvier 1970, lorsque des journalistes voulurent organiser à Prague une séance en l'honneur du réalisateur, la projection de La Main fut interdite. Il fallut ensuite attendre vingt ans avant de le revoir sur les écrans tchèques.

## Distinctions
- 1965 : Prix spécial du jury au Festival d'Annecy ; Premier prix dans la catégorie Animation au festival de Bergame
- 1966 : Médaille d'argent au Festival de Melbourne ; Meilleur film des années de festival à Annecy.
- 1969 (année de la mort du réalisateur) : le film fut nommé pour les BAFTA Awards, dans la catégorie Meilleur film d'animation.